# SS Turris Calcio
Società Sportiva Turris Calcio, zkráceně jen Turris je italský fotbalový klub hrající v sezóně 2024/25 ve 3. italské fotbalové lize sídlící ve městě Torre del Greco v regionu Kampánie.
Klub byl založen 10. září 1944, díky lidem co hráli fotbal za místní klub US Torrese (vznikl v roce 1920) před válkou, který zanikl. Zaregistrovali jej pod názvem Polisportiva Turris. Již ve druhé sezoně hráli ve třetí lize a obsadili 2. místo ve skupině. V sezoně 1947/48 sestoupili do čtvrté ligy a sezonu 1956/57 hráli již regionální soutěž. Hráli ji až do sezony 1966/67 když slavili postup do čtvrté ligy. Od sezony 1971/72 hráli ve třetí lize a to do sezony 1980/81.
V roce 2003 se klub propadl až do regionální soutěže (Promozione), jenže místní podnikatelé klub odhlásili a poté koupila licenci od klubu Gaudianum a zapsali jej zpět do soutěže kde původně hráli pod jiným názvem AC Gaudianum Torrese. Rok na to koupili licenci od klubu AC Ercolano. V létě roku 2012 se sportovní titul předal do města Torre del Greco a změnil název na Torre Neapolis. V sezóně 2014/15 existovalo riziko, že klub nebude zapsán do žádného šampionátu. Nový prezident Giuseppe Giugliano a sportovní ředitel Francesco Vitaglione hledali sportovní titul (licenci), která by byla k dispozici pro zápis týmu do Serie D. Vzhledem k těsným lhůtám a nedostupnosti titulů, které lze získat, se to bohužel nestalo. Jediné co zůstalo, bylo zvolit si titul nižší lize (Eccellenza). Dohodli se s klubem z města Miano, ale federální předpisy podmínky pro změnu názvu vypršely, byl oficiálně registrován klub pod názvem ASD Miano. V létě roku 2015 se klub sloučil s Pietro Abbate, čímž přivedlo sídlo zpět do Torre del Greco a získala název AP Turris Calcio. Zpět mezi profi kluby do třetí ligy se hlásí po 19 letech v sezoně 2020/21.

## Změny názvu klubu
- 1944/45 – 1970/71 – Polisportiva Turris (Polisportiva Turris)
- 1971/72 – 1974/75 – AP Turris (Associazione Polisportiva Turris)
- 1975/76 – 1983/84 – AC Turris (Associazione Calcio Turris)
- 1984/85 – 1986/87 – Calcio Turris (Calcio Turris)
- 1987/88 – 2002/03 – FC Turris 1944 (Football Club Turris 1944)
- 2003/04 – AC Gaudianum Torrese (Associazione Calcistica Gaudianum Torrese)
- 2004/05 – 2011/12 – FC Turris (Football Club Turris)
- 2012/13 – FC Torre Neapolis (Football Club Torre Neapolis)
- 2013/14 – FC Turris Neapolis 1944 (Football Club Turris Neapolis 1944)
- 2014/15 – ASD Miano (Associazione Sportiva Dilettantistica Miano)
- 2015/16 – 2017/18 – AP Turris Calcio (Associazione Polisportiva Turris Calcio)
- 2018/19 – 2019/20 – Turris Calcio (Turris Calcio)
- 2020/21 – SS Turris Calcio (Società Sportiva Turris Calcio)

## Získané trofeje

### Vyhrané domácí soutěže
- 4. italská liga ( 2× )

1970/71, 2019/20

## Účast v ligách
| Úroveň soutěže | Název soutěže (nynější název) | První hraná sezona | Poslední hraná sezona | celkem odehraných sezon |
| -------------- | ----------------------------- | ------------------ | --------------------- | ----------------------- |
| 3              | Serie C                       | 1946/47            | 2024/25               | 20                      |
| 4              | Serie D                       | 1948/49            | 2019/20               | 34                      |
| 5              | Eccellenza                    | 2001/02            | 2013/14               | 11                      |